# Questões de privacidade em redes sociais
Desde a chegada dos primeiros sites de redes sociais no início dos anos 2000, as plataformas de redes sociais on-line expandiram-se exponencialmente, com os maiores nomes das mídias sociais em meados da década de 2010 sendo Facebook, Instagram, Twitter e SnapChat. O influxo maciço de informações pessoais que se tornou disponível online e armazenado na nuvem colocou a privacidade do usuário na vanguarda das discussões sobre a capacidade do banco de dados de armazenar com segurança essas informações pessoais. A medida em que usuários e administradores de plataforma de mídia social podem acessar perfis de usuário tornou-se um novo tópico de consideração ética, e a legalidade, conscientização e limites de violações subsequentes à privacidade são preocupações críticas antes da era tecnológica.
Seja para fazer contato com os amigos, estabelecer uma rede de pessoas com os mesmos interesses ou até mesmo contatos profissionais, muitos recorrem a uma ou mais dentre as várias redes sociais disponíveis. Assim, não é de se espantar que as questões relacionadas à segurança e à privacidade na internet, principalmente nos sites de relacionamentos, sejam discutidas de forma cada vez mais frequente. Se antes ninguém se questionava ao colocar na internet seus gostos, preferências e dados pessoais, inclusive informações como endereço, telefone e números de documentos, hoje esse comportamento é considerado arriscado.
O advento da Web 2.0 causou perfis sociais e é uma preocupação crescente pela privacidade na Internet. Web 2.0 é o sistema que facilita o compartilhamento e a colaboração participativa de informações na Internet, em sites de mídia social como o Facebook e MySpace. Esses sites de redes sociais viram um boom em sua popularidade no início dos anos 2000. Através desses sites, muitas pessoas estão divulgando suas informações pessoais na internet.

## História
Os primeiros relatos de serviços que possuem características de sociabilizar dados surgem no ano de 1969, com o desenvolvimento da tecnologia dial-up e o lançamento do CompuServe — um serviço comercial de conexão à internet em nível internacional muito propagado nos Estados Unidos.
Antes dos sites de redes sociais explodirem na última década, havia formas anteriores de redes sociais que datam de 1997, como Six Degrees e Friendster. Enquanto essas duas plataformas de mídia social foram introduzidas, formas adicionais de redes sociais incluíram: jogos multiplayer online, sites de blog e fórum, grupos de notícias, listas de discussão e serviços de namoro. Eles criaram uma espinha dorsal para os novos sites modernos. Desde o início desses sites, a privacidade se tornou uma preocupação do público. Em 1996, uma jovem da cidade de Nova York estava num primeiro encontro com um conhecido on-line e depois processada por assédio sexual, depois que ela tentou reproduzir algumas das fantasias sexuais que haviam discutido enquanto estava online. Este é apenas um exemplo inicial de muitos outros problemas relacionados à privacidade na Internet.

## Causas
Existem várias causas que contribuem para a invasão da privacidade nas plataformas de redes sociais. Foi reconhecido que "por design, as tecnologias de mídia social contestam mecanismos de controle e acesso a informações pessoais, pois o compartilhamento de conteúdo gerado pelo usuário é essencial para sua função." Isso prova que as empresas de redes sociais precisam de informações privadas para se tornarem públicas, seus sites podem operar e exigem que as pessoas compartilhem e se conectem.
É cada vez mais comum o uso de redes sociais para a comunicação entre familiares, amigos, independentemente da distância física, uma vez que as redes sociais não conhecem distância de qualquer natureza, sendo utilizada para fazer novas amizades, namoros virtuais e até mesmo como ferramenta de trabalho.

### Preocupação das pessoas
"De acordo com uma pesquisa realizada pelo Boston Consulting Group, a privacidade de dados pessoais é uma questão importante para 76% dos consumidores globais e 83% dos consumidores dos EUA".
Para sites que incentivam a divulgação de informações, observou-se que a maioria dos usuários não tem problemas em divulgar suas informações pessoais para um grande grupo de pessoas. Em 2005, foi realizado um estudo para analisar dados de 540 perfis do Facebook de estudantes matriculados na Universidade Carnegie Mellon. Foi revelado que 89% dos usuários deram nomes genuínos e 61% deram uma fotografia de si mesmos para facilitar a identificação. A maioria dos usuários também não alterou sua configuração de privacidade, permitindo que um grande número de usuários desconhecidos tenha acesso às suas informações pessoais (a configuração padrão originalmente permitia que amigos, amigos de amigos e não amigos da mesma rede tivessem a visualização completa do perfil de um usuário). É possível que os usuários impeçam outros usuários de localizá-los no Facebook, mas isso deve ser feito individualmente, e, portanto, parece não ser comumente usado por um grande número de pessoas.
A maioria dos usuários não percebe que, embora possam usar os recursos de segurança no Facebook, a configuração padrão é restaurada após cada atualização. Tudo isso levou a muitas preocupações de que os usuários estejam exibindo informações demais em sites de redes sociais, o que pode ter sérias implicações em sua privacidade.
O "paradoxo da privacidade" é um fenômeno que ocorre quando indivíduos, que afirmam ter preocupações com a privacidade on-line, não tomam nenhuma medida para proteger suas contas. Além disso, embora os indivíduos possam adotar medidas extras de segurança para outras contas on-line, como as relacionadas a bancos ou finanças, isso não se estende às contas de mídia social. Algumas dessas etapas básicas ou simples de segurança incluem a exclusão de cookies, o histórico do navegador ou a verificação de spyware no computador.

### Métodos de acesso a dados
Existem várias maneiras de terceiros acessar informações do usuário. O Flickr é um exemplo de site de mídia social que fornece fotos com etiquetas geográficas que permitem aos usuários visualizar a localização exata de onde uma pessoa está visitando ou hospedada. As fotos com marcação geográfica facilitam a visualização de onde um indivíduo está localizado ou viajando.
Também há um uso crescente de phishing, que revela informações confidenciais por meio de links e downloads secretos por e-mail, mensagens e outras comunicações. A mídia social abriu um domínio totalmente novo para os hackers obterem informações de postagens e mensagens normais.

#### API
A interface de programação de aplicativos (API) é um conjunto de rotinas, protocolos e ferramentas para a construção de aplicativos de software. Ao usar a linguagem de consulta, o compartilhamento de conteúdo e dados entre comunidades e aplicativos ficou muito mais fácil. As APIs simplificam tudo isso, limitando o acesso do programa externo a um conjunto específico de recursos - com freqüência suficiente, solicitações de dados de um tipo ou de outro. As APIs definem claramente exatamente como um programa irá interagir com o resto do mundo do software, economizando tempo.
Uma API permite que o software "fale com outro software". Além disso, uma API pode coletar e fornecer informações que não são acessíveis ao público. Isso é extremamente atraente para os pesquisadores, devido ao maior número de possíveis vias de pesquisa. O uso de uma API para coleta de dados pode ser um ponto focal da conversa sobre privacidade, porque, embora os dados possam ser anônimos, a dificuldade é entender quando se torna uma invasão de privacidade.

## Preocupações com a privacidade

### Perfil social e divulgação de terceiros
A divulgação neste contexto refere-se a qualquer meio de comunicação, seja escrito, oral, eletrônico ou mecânico. Ele afirma que as agências são proibidas de fornecer ou divulgar as informações de um indivíduo sem que o indivíduo dê seu consentimento para liberar essas informações. No entanto, cabe ao indivíduo provar que ocorreu uma divulgação ilícita, ou divulgação em geral.
Sites de agregação de dados como o Spokeo destacaram a viabilidade de agregar dados sociais em sites sociais, além de integrá-los a registros públicos. Um estudo de 2011 destacou essas questões medindo a quantidade de vazamento não intencional de informações em um grande número de usuários com um número variável de redes sociais. Ele identificou e mediu informações que poderiam ser usadas em ataques contra a segurança que você conhece.
Os libertários civis temem que os sites de redes sociais, particularmente o Facebook , tenham diminuído bastante a confidencialidade do usuário de várias maneiras. Por um lado, quando as plataformas de mídia social armazenam dados privados, elas também têm acesso completo a esse material. Para manter sua lucratividade, aplicativos como o Facebook examinam e comercializam informações pessoais registrando dados por meio de cookies , pequenos arquivos que armazenam os dados no dispositivo de alguém. Empresas, como o Facebook, carregam grandes quantidades de informações de usuários particulares em arquivo, referentes a indivíduos, “gostos, desgostos e preferências”, que são de grande valor para os profissionais de marketing.

### Institucional
Várias instituições manifestaram preocupação com a falta de privacidade concedida aos usuários em sites de redes sociais. Isso inclui escolas, bibliotecas e agências governamentais.

## Perigos potenciais

### Roubo de identidade
Como há tanta informação fornecida, outras coisas podem ser deduzidas, como o número de segurança social da pessoa, que pode ser usado como parte do roubo de identidade. Em 2009, pesquisadores da Universidade Carnegie Mellon publicaram um estudo mostrando que é possível prever a maioria e, às vezes, todo o número de segurança social de nove dígitos de um indivíduo, usando informações obtidas de redes sociais e bancos de dados online. (Consulte Previsão de números de previdência social a partir de dados públicos por Acquisti e Gross). Em resposta, vários grupos recomendaram que os usuários não mostrassem seu número ou o escondessem dos 'amigos' do Facebook que eles não conhecem pessoalmente.

### Pré-adolescentes e jovens adolescentes
Entre todas as outras faixas etárias, em geral, as vítimas mais vulneráveis do comportamento de compartilhamento de informações privadas são os pré-adolescentes e os primeiros adolescentes. Houve restrições de idade impostas em vários sites, mas a eficácia delas é discutível. As descobertas revelaram que oportunidades informativas sobre privacidade na Internet, bem como preocupações de pais, professores e colegas, desempenham um papel significativo no impacto do comportamento do usuário da Internet em relação à privacidade online.

### Predadores sexuais
A maioria dos principais sites de redes sociais está comprometida em garantir que o uso de seus serviços seja o mais seguro possível. No entanto, devido ao alto conteúdo de informações pessoais colocadas em sites de redes sociais, bem como à capacidade de se esconder atrás de uma pseudo-identidade, esses sites se tornaram cada vez mais populares para prostitutas sexuais online. Além disso, a falta de mecanismos de verificação de idade é motivo de preocupação nessas plataformas de redes sociais. No entanto, também foi sugerido que a maioria deles simplesmente transferisse para o uso dos serviços fornecidos pelo Facebook. Embora os números possam permanecer pequenos, observou-se que o número de prostitutas sexuais capturados usando sites de redes sociais tem aumentado e agora chegou quase semanalmente.

### Perseguição
A capacidade potencial de perseguir usuários em sites de redes sociais foi observada e compartilhada. Os sites populares de redes sociais facilitam a criação de uma rede de amigos e conhecidos e compartilham com eles suas fotos, paradeiro, informações de contato e interesses sem nunca ter a chance de conhecê-los. Com a quantidade de informações que os usuários publicam sobre si mesmas on-line, é fácil para os usuários se tornarem vítimas de perseguição sem nem mesmo estar cientes do risco. 63% dos perfis do Facebook são visíveis ao público, ou seja, se você pesquisar no Google o nome de alguém e adicionar "+ Facebook" na barra de pesquisa, verá praticamente a maior parte do perfil da pessoa. Um estudo de perfis do Facebook de estudantes da Universidade Carnegie Mellon revelou que cerca de 800 perfis incluíam os residentes atuais e pelo menos duas turmas em estudo, teoricamente permitindo que os espectadores soubessem a localização precisa de indivíduos em horários específicos.

## Redes sociais

### Facebook
O Facebook foi examinado por uma variedade de preocupações com a privacidade devido a alterações em suas configurações de privacidade no site geralmente ao longo do tempo, bem como preocupações com a privacidade nos aplicativos do Facebook. Mark Zuckerberg, CEO do Facebook, lançou o Facebook pela primeira vez em 2004, ele era voltado para universidades e apenas aquelas com endereço .edu podiam abrir uma conta.
O estudo também oferece a perspectiva de que a maioria dos usuários não percebe que restringir o acesso aos seus dados não trata suficientemente dos riscos resultantes da quantidade, qualidade e persistência dos dados que eles fornecem. Os usuários do Facebook em nosso estudo relatam familiaridade e uso de configurações de privacidade, ainda aceitam as pessoas como "amigos" das quais apenas ouviram falar através de outros ou que não conhecem e, portanto, a maioria tem grandes grupos de "amigos" que ter acesso a informações amplamente enviadas, como nomes completos, datas de nascimento, cidades natais e muitas fotos.

### Instagram
O Instagram rastreia as fotos dos usuários, mesmo que não as publiquem usando um geotag. O aplicativo identifica geograficamente uma imagem carregada, independentemente de o usuário optar por compartilhar sua localização ou não. Portanto, qualquer pessoa pode visualizar o local exato em que uma imagem foi carregada em um mapa. Isso é preocupante devido ao fato de a maioria das pessoas fazer upload de fotos de sua casa ou de outros locais que elas frequentam muito, e o fato de os locais serem tão facilmente compartilhados aumenta as preocupações de privacidade de perseguidores e predadores sexuais poderem encontrar seu alvo pessoalmente depois de descobrir eles online. A nova função de pesquisa no Instagram combina a pesquisa de lugares, pessoas e tags para procurar praticamente qualquer local do mundo, permitindo que eles explorem um local de férias, olhem dentro de um restaurante e até mesmo realizem um evento como se estivessem lá, pessoa.

### Twitter
A política de privacidade do Twitter declara que as informações são coletadas através de seus diferentes sites, aplicativos, SMS, serviços, APIs e outros terceiros. Quando o usuário utiliza o serviço do Twitter, consente na coleta, transferência, armazenamento, manipulação, divulgação e outros usos dessas informações. Para criar uma conta no Twitter, é necessário fornecer um nome, nome de usuário, senha e endereço de email. Qualquer outra informação adicionada ao perfil de alguém é completamente voluntária.
Em janeiro de 2011, o governo dos Estados Unidos obteve uma ordem judicial para forçar o site de rede social, o Twitter, a revelar informações aplicáveis em torno de certos assinantes envolvidos nos casos do WikiLeaks. O resultado deste caso é questionável porque lida com os direitos da Primeira Emenda do usuário. O Twitter mudou para reverter a ordem judicial e apoiou a ideia de que os usuários da Internet deveriam ser notificados e ter a oportunidade de defender seus direitos constitucionais em tribunal antes que seus direitos fossem comprometidos.

### WhatsApp
O WhatsApp, criado em 2009, é uma plataforma que permite aos usuários se comunicar via mensagem de texto e voz, bate-papo por vídeo e compartilhamento de documentos gratuitamente. O WhatsApp foi adquirido pelo Facebook em 2014, mas a marca continua sendo promovida como uma forma segura e confiável de comunicação. O aplicativo pode ser baixado e usado em dispositivos Android, iPhone, Mac ou Windows PC e Windows Phone sem taxas ou encargos por SMS de uma operadora. Enquanto asteriscos no site do WhatsApp denotam alguns riscos de taxas e encargos adicionais, isso se tornou um aplicativo popular para os consumidores que se comunicam com pessoas no exterior.

## Respostas a críticas
Muitas organizações de redes sociais responderam às críticas e preocupações com a privacidade trazidas ao longo do tempo. Alega-se que as alterações nas configurações padrão, o armazenamento de dados e o compartilhamento com terceiros foram atualizados e corrigidos à luz de críticas e / ou desafios legais. No entanto, muitos críticos permanecem insatisfeitos, observando que as alterações fundamentais nas configurações de privacidade em muitos sites de redes sociais permanecem pequenas e, às vezes, inacessíveis, e argumentam que as empresas de redes sociais preferem criticar os usuários em vez de adaptar suas políticas.